# Cepheidae
Famille
Les Cepheidae forment une famille de méduses appartenant à l'ordre Rhizostomeae.

## Description et caractéristiques

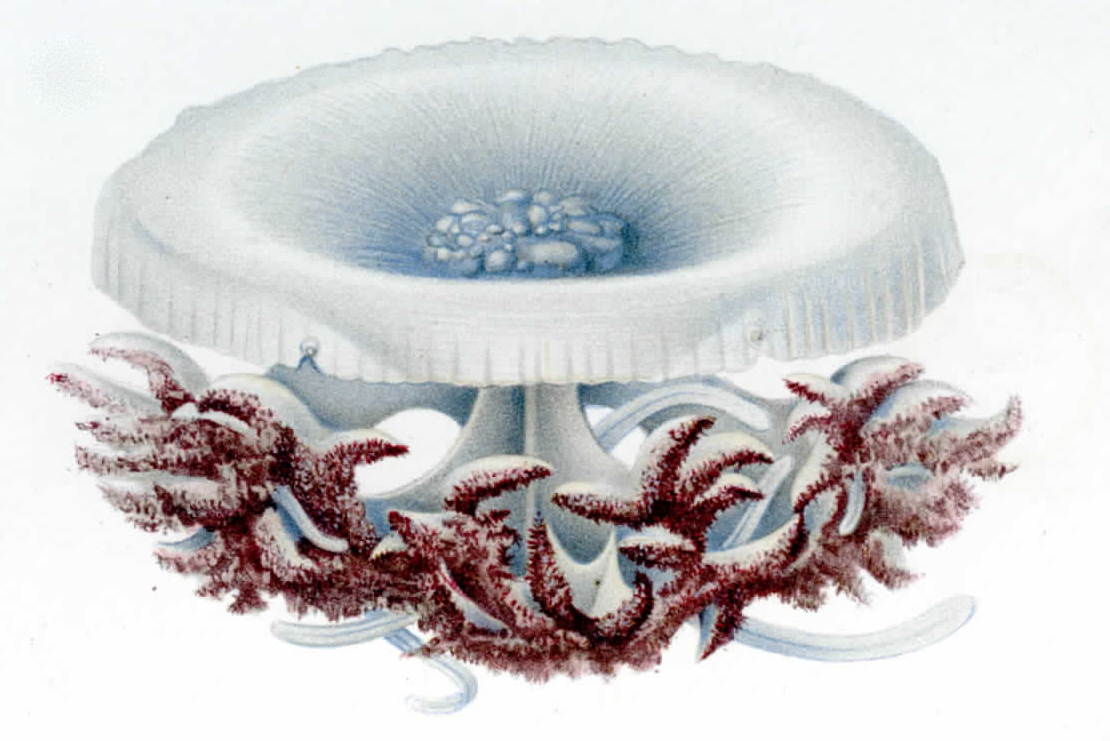
Illustration originale de Cephea coerulea

Ce sont de grosses méduses tropicales, inoffensives. Elles sont pourvues d'une grande ombrelle charnue (à laquelle elles doivent leur nom anglais de « crown jellies »), et de bras oraux épais et complexes. L'ombrelle est caractérisée dans cette famille par une importante dépression centrale, d'où émerge généralement un dôme marqué par des protubérances, caractéristiques des différents genres.
Les principaux genres se distinguent ainsi, selon Gul, Moazzam & Morandini 2015 : 
- Marivagia : Absence de dôme central sur l'ombrelle
- Cotylorhiza : dôme central lisse, bras buccaux équipés de petites ventouses au bout de tentacules
- Cephea : dôme central portant des protubérances, plus de 3 canaux inter-rhopalaires par octant, bras buccaux portant de longs filaments
- Netrostoma : dôme central portant des protubérances (ou une grosse protubérance centrale complexe mais lisse), 3 canaux inter-rhopalaires par octant, bras buccaux pouvant porter ou non de courts filaments.

## Liste des genres
Selon World Register of Marine Species (5 janvier 2015) :
- genre Cephea Péron et Lesueur, 1809 — 2 espèces
- genre Cotylorhiza L. Agassiz, 1862 — 3 espèces
- genre Marivagia Galil & Gershwin, 2010 — 1 espèce
- genre Netrostoma L. S. Schultze, 1898 — 4 espèces
- genre Polyrhiza L. Agassiz, 1862 — 1 espèce

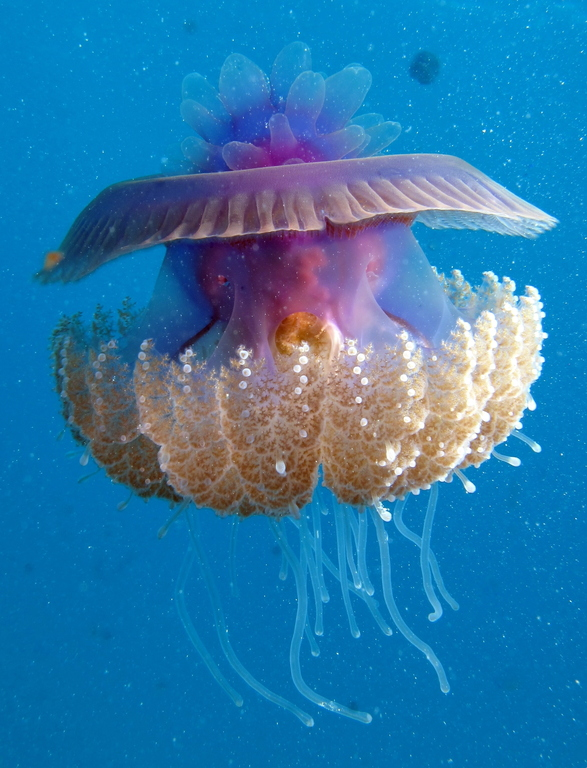
Cephea cephea
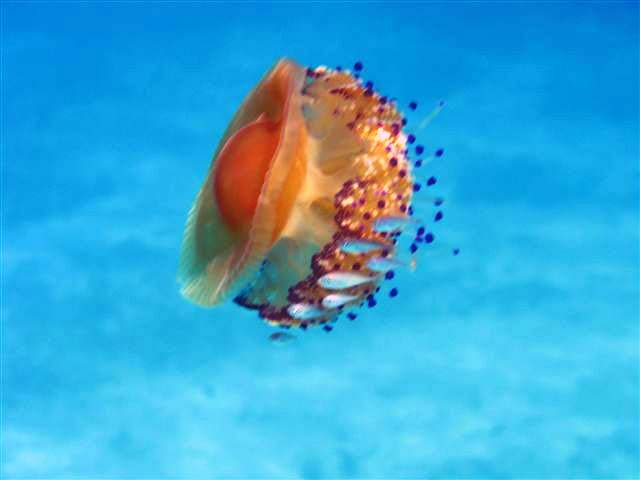
Cotylorhiza tuberculata
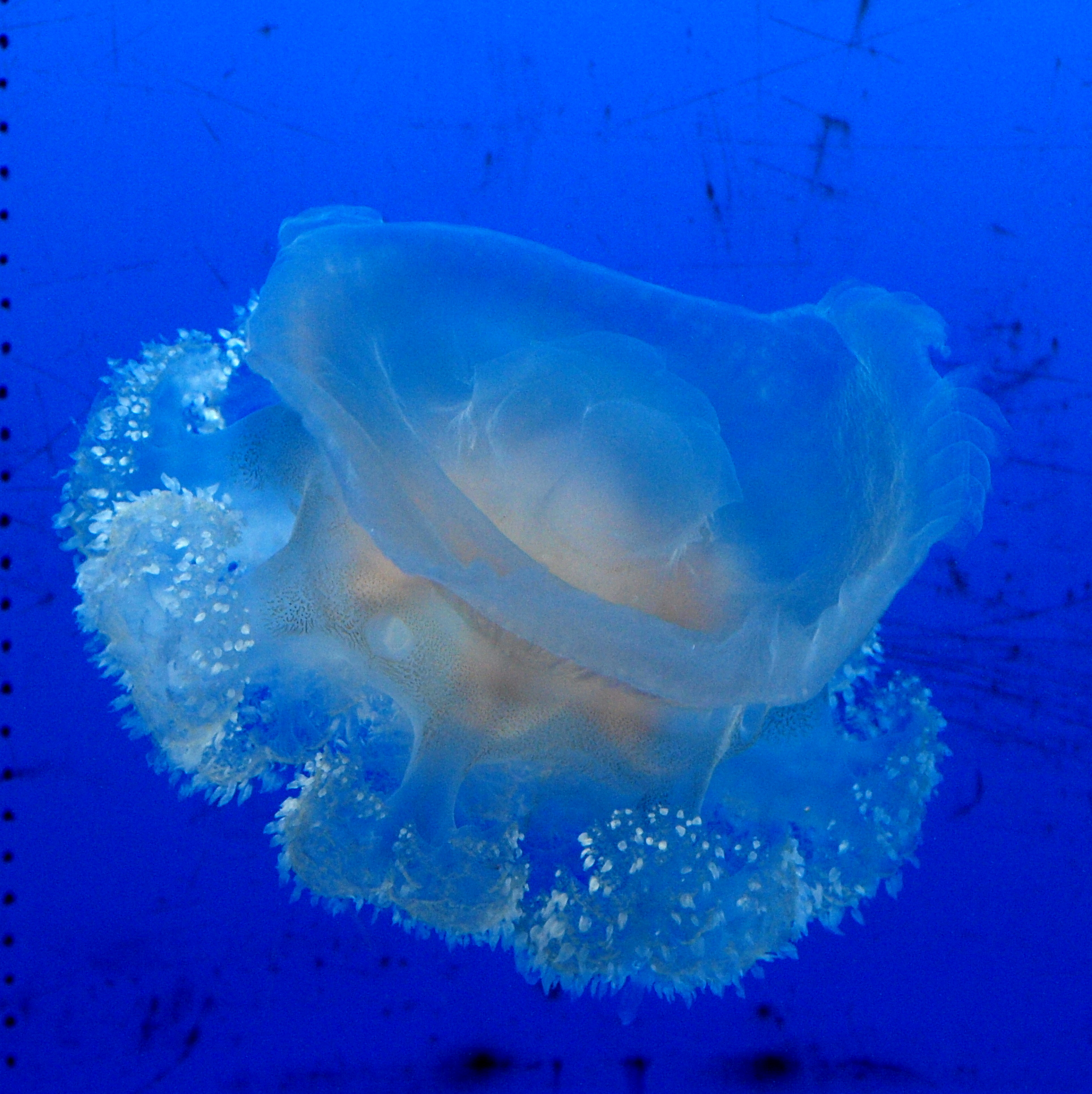
Netrostoma setouchianum